# Claude Hagège
Léon Hagège, dit Claude Hagège (en arabe : كلود حجاج), né le 1er janvier 1936 à Carthage (Tunisie), est un linguiste français d'origine tunisienne.

## Biographie

### Débuts et carrière scientifique
Fils d'Edmond Hagège, entrepreneur en électricité tunisien de confession juive, et de Liliane Taïeb, « juive d'attaches chrétiennes », Claude Hagège passe son enfance à Tunis dans un milieu polyglotte,, et s'applique dès ses six ans à s'adresser aux gens dans leur propre langue, et s'attache à étudier et analyser les langues tout en utilisant un esprit de libre-pensée. Et en demandant à chaque personne qu'il croise dans les rues de Tunis la signification d'un mot ou d'une phrase.
Bachelier du lycée Carnot de Tunis en 1953, il poursuit ses études à Paris au lycée Louis-le-Grand en classes de lettres supérieures et de première supérieure (1953-1955), puis à l'École normale supérieure (1955-1959), à l'université de Paris, où il obtient une licence de lettres classiques et une licence d'arabe en 1956, un diplôme d'études supérieures d'arabe en 1957, une licence de linguistique générale en 1965 et une licence de chinois en 1969. Il suit également des cours à l'École pratique des hautes études et à l'École nationale des langues orientales, où il obtient un diplôme d'hébreu en 1964, un diplôme de chinois en 1967, et un diplôme de russe en 1970.
Reçu à l'agrégation de lettres en 1958, Claude Hagège enseigne au lycée de Carthage (1959-1961). Il fait son service militaire (1961-1963), puis est affecté aux lycées Victor-Duruy et Saint-Louis à Paris (1963-1965). En détachement, comme attaché de recherche du CNRS de 1965 à 1970, il prépare, sous la direction d'André Martinet, une thèse de doctorat ès lettres qu'il soutient en 1971 à l'université Paris-V. Nommé maître de conférences en 1970, puis professeur à l'université de Poitiers, Claude Hagège devient directeur d'études en linguistique structurale à l'École pratique des hautes études en 1977, et professeur titulaire de la chaire de théorie linguistique au Collège de France entre 1988 et 2006 tout en étant un candidat malheureux à l'Académie française à deux reprises (en 2000 et en 2007).
Professeur honoraire au Collège de France, il est renommé pour sa maîtrise d'une dizaine de langues et ses connaissances éparses dans une cinquantaine de langues, parmi lesquelles l'italien, l'anglais, l'arabe, le mandarin, l'hébreu, le russe, le guarani, le hongrois, le navajo, le nocte (en), le pendjabi, le persan, le malais, l'hindi, le malgache, le peul, le quechua, le tamoul, le tetela, le turc et le japonais.

### Opinions
Homme attaché à la culture française, Claude Hagège pourfend l'anglais comme vecteur de pensée unique dans son ouvrage Contre la pensée unique (2012). Il précise cependant que l'anglais est aussi le support d'« esprits libres », d'une « pensée libertaire […] défendant la liberté, contre la fausse liberté qu'est le néolibéralisme, c'est-à-dire la liberté de faire de l'argent en profitant des malheureux qui sont incapables d'en faire et qu'on exploite. » Il explique aussi qu'il s'agit d'un livre inspiré par ses amis américains.

### Vie privée
De son union avec Marie Gaudin, il a deux enfants : Emmanuel et Hélène.

## Prix et distinctions

### Récompenses
- Lauréat du prix Volney en 1981[2]
- Prix d'Académie de l'Académie française en 1986[16]
- Grand Prix de l'Essai de la Société des gens de lettres en 1986[7]
- Médaille d'or du CNRS en 1995[17]

### Décorations
- Officier de la Légion d'honneur (Chevalier en 1989)[7]
- Commandeur de l'ordre national du Mérite (2023)[18]
- Officier de l'ordre des Palmes académiques en 1995[7]
- Chevalier des Arts et des Lettres en 1995[7]

## Œuvre

### Publications
- La Langue mbum de Nganha (Cameroun) : phonologie, grammaire, Paris, Klincksieck, 1970.
- Le Problème linguistique des prépositions et la solution chinoise, Paris, Société de linguistique de Paris, 1975[19].
- La Phonologie panchronique, Paris, PUF, 1978.
- Le Comox lhaamen de Colombie-Britannique : présentation d'une langue amérindienne, Amerindia numéro spécial, Paris, Association d'ethnolinguistique amérindienne, 1981.
- La Structure des langues, Paris, PUF. Que sais-je ?, 1982[20].
- L'Homme de paroles, Paris, Fayard, 1985.
- L'Homme de paroles : contribution linguistique aux sciences humaines, Paris, Fayard, 1985[21].
- Le Français et les siècles, Paris, Éditions Odile Jacob, 1987.
- Le Souffle de la langue : voies et destins des parlers d'Europe, Paris, Éditions Odile Jacob, 1992[22].
- The Language Builder: an Essay on the Human Signature in Linguistic Morphogenesis, Amsterdam, John Benjamins, 1992.
- L'Enfant aux deux langues, Paris, Éditions Odile Jacob, 1996[23].
- Le Français, histoire d'un combat, Paris, Le Livre de Poche, 1996.
- Halte à la mort des langues, Paris, Éditions Odile Jacob, 2000.
- Combat pour le français : au nom de la diversité des langues et des cultures, Paris, Éditions Odile Jacob, 2006.
- Dictionnaire amoureux des langues, Paris, Éditions Plon-Odile Jacob, 2009. Pocket, 2014  (ISBN 978-2-266-24911-9)
- Contre la pensée unique, Paris, Éditions Odile Jacob, 2012[24].
- Parler, c'est tricoter, Paris, Éditions de l'Aube, 2013.
- C'est quoi le langage ?, Paris, Éditions de l'Aube, 2015.
- Les religions, la parole, la violence, Paris, Éditions Odile Jacob, 2017[25].
- Le Linguiste et les langues, Paris, CNRS, 2019[26].
- La Musique ou la mort, Paris, Éditions Odile Jacob, 2020[27]  (ISBN 978-2738150837)

### Journaux, revues et tribunes
- Élisabeth Lévy, « J'aime les langues comme les femmes », Le Point, 25 juin 2009[28].
- Eléonore Sulser, « L'éloge de Babel », Le Temps, 9 mai 2009.
- « Les langues, étendard des peuples », Le Monde, 15 février 1990, tribune sur les langues d'Europe de l'Est au moment de la chute du Mur de Berlin.
- Préface de l'ouvrage de Magda Jeanrenaud, La Traduction là où tout est pareil et rien n'est semblable, 2012 (SUDOC 167616471)

### Préfaces
- Nicolas Tournadre, Le Prisme des langues : essai sur la diversité linguistique et les difficultés des langues, Paris, L’Asiathèque, 2014, 352 p.  (ISBN 978-2-36057-047-8)